# Наваль ас-Саадави
Наваль ас-Саадави (араб. نوال السعداوي‎; 27 октября 1931, Кафр-Тахла, Королевство Египет — 21 марта 2021, Каир, Египет) — египетская писательница-феминистка, активистка, врач и психиатр. Автор множества книг о женщинах в исламе, в которых уделяла особое внимание практике калечащих операций на женских половых органах в её обществе. Её называли «Симоной де Бовуар арабского мира».
Основатель и президент Ассоциации солидарности арабских женщин и соучредителем Арабской ассоциации за права человека. Удостоена почетных званий на трех континентах. В 2004 году  получила премию Совета Европы «Север-Юг». В 2005 — Международную премию Инаны в Бельгии, а в 2012 году Международное бюро мира наградило её Премией мира Шона Макбрайда.
Наваль ас-Саадави занимала должности в Высшем совете по искусству и общественным наукам города Каира; генерального директора Департамента санитарного просвещения Министерства здравоохранения города Каир; генерального секретаря Медицинской ассоциации города Каир и врача Университетской больницы и Министерства здравоохранения Египта. Основатель Ассоциации санитарного просвещения и Ассоциации египетских женщин-писательниц; была главным редактором журнала «Здоровье» в Каире и редактором журнала «Медицинаская ассоциация».

## Ранний период жизни
Наваль ас-Саадави, вторая из девяти детей, родилась в 1931 году в небольшой деревне Кафр-Тахла. Её семья сочетала в себе как традиционные, так и прогрессивные идеи. Так, Саадави подверглась клиторидэктомии в возрасте шести лет, при этом её отец настаивал на том, чтобы все его дети получили образование. Отец Наваль был государственным чиновником в Министерстве образования и выступал против британской оккупации Египта и Судана во время Египетской революции 1919 года. В результате он был сослан в небольшой городок в дельте Нила без возможности продвижения по службе в течение 10 лет. Он был относительно прогрессивным и научил свою дочь самоуважению и умению отставивать свое мнение. Мать и отец Саадави умерли в молодом возрасте, оставив на ней бремя обеспечения большой семьи.
Мать и бабушка Саадави по материнской линии были из семьи турецкого происхождения.

## Карьера
Саадави получила диплом врача в 1955 году в Каирском университете. В том же году она вышла замуж за Ахмеда Хельми, с которым познакомилась в медицинской школе. В этом браке, который распался через два года, у них родилась дочь Мона. Её вторым мужем был коллега Рашад Бей.
В своей медицинской практике Саадави наблюдала физические и психологические проблемы женщин и связала их с репрессивными культурными практиками, патриархальным, классовым и империалистическим угнетениями. После попытки защитить одного из своих пациентов от домашнего насилия Саадави была вызвана обратно в Каир. Позже она стала директором Министерства здравоохранения и познакомилась со своим третьим мужем, Шерифом Хататой. Хатата, будучи также врачом и писателем, был политическим заключенным на протяжении 13 лет. Они поженились в 1964 году, у них родился сын. Саадави и Хатата прожили вместе 43 года и развелись в 2010 году.
В 1972 году она опубликовала книгу «Женщина и секс» (المرأة والجنس), в которой оспариваются и контекстуализируются различные практики, совершаемые против женского тела, включая калечащие операции на женских половых органах. Книга стала основополагающим текстом второй волны феминизма. После публикации книги и в результате своей политической деятельности Саадави была уволена с должности в Министерстве здравоохранения. Она также потеряла должности главного редактора медицинского журнала и помощника генерального секретаря Медицинской ассоциации Египта. С 1973 по 1976 год Саадави работала над исследованием неврозов у женщин на медицинском факультете Университета Айн-Шамс. С 1979 по 1980 год она была специальным советником Организации Объединённых Наций по программе для женщин в Африке и на Ближнем Востоке .